# Lista de ministros da Educação do Brasil

Bandeira-insígnia do Ministro de Estado da Educação

Esta é uma lista de ministros da Educação do Brasil.

## Era Vargas(2.ªe3ªRepúblicas)
| Nº | Foto                           | Nome                       | Órgão                                               | Início                 | Fim                    | Presidente     |
| -- | ------------------------------ | -------------------------- | --------------------------------------------------- | ---------------------- | ---------------------- | -------------- |
| 1  |                                | Francisco Campos           | Ministério dos Negócios da Educação e Saúde Pública | 6 de dezembro de 1930  | 31 de agosto de 1931   | Getúlio Vargas |
| —  |                                | Belisário Penna (interino) | Ministério dos Negócios da Educação e Saúde Pública | 16 de setembro de 1931 | 1 de dezembro de 1931  | Getúlio Vargas |
| 2  |                                | Francisco Campos           | Ministério dos Negócios da Educação e Saúde Pública | 2 de dezembro de 1931  | 15 de setembro de 1932 | Getúlio Vargas |
| 3  |                                | Washington Pires           | Ministério dos Negócios da Educação e Saúde Pública | 16 de setembro de 1932 | 23 de julho de 1934    | Getúlio Vargas |
| 4  |                                | Gustavo Capanema           | Ministério dos Negócios da Educação e Saúde Pública | 23 de julho de 1934    | 13 de janeiro de 1937  | Getúlio Vargas |
| 4  | Ministério da Educação e Saúde | Gustavo Capanema           | 13 de janeiro de 1937                               | 9 de novembro de 1937  |                        | Getúlio Vargas |
| 4  |                                | Gustavo Capanema           | Ministério da Educação e Saúde                      | 10 de novembro de 1937 | 30 de outubro de 1945  | Getúlio Vargas |
| 5  |                                | Raul Leitão da Cunha       | Ministério da Educação e Saúde                      | 30 de outubro de 1945  | 31 de janeiro de 1946  | José Linhares  |

## Período Populista(4.ª República)
| Nº | Foto                 | Nome                                    | Órgão                          | Início                 | Fim                    | Presidente                      |
| -- | -------------------- | --------------------------------------- | ------------------------------ | ---------------------- | ---------------------- | ------------------------------- |
| 6  |                      | Ernesto de Sousa Campos                 | Ministério da Educação e Saúde | 31 de janeiro de 1946  | 6 de dezembro de 1946  | Gaspar Dutra                    |
| 7  |                      | Clemente Mariani                        | Ministério da Educação e Saúde | 6 de dezembro de 1946  | 15 de maio de 1950     | Gaspar Dutra                    |
| —  |                      | Eduardo Rios Filho (interino)           | Ministério da Educação e Saúde | 15 de maio de 1950     | 4 de agosto de 1950    | Gaspar Dutra                    |
| 8  |                      | Pedro Calmon                            | Ministério da Educação e Saúde | 4 de agosto de 1950    | 31 de janeiro de 1951  | Gaspar Dutra                    |
| 9  |                      | Ernesto Simões Filho                    | Ministério da Educação e Saúde | 31 de janeiro de 1951  | 25 de maio de 1953     | Getúlio Vargas                  |
| —  |                      | Péricles Madureira de Pinho (interino)  | Ministério da Educação e Saúde | 26 de maio de 1953     | 24 de junho de 1953    | Getúlio Vargas                  |
| 10 |                      | Antônio Balbino                         | Ministério da Educação         | 25 de junho de 1953    | 2 de julho de 1954     | Getúlio Vargas                  |
| 11 |                      | Edgard Santos, o Reitor Magnífico       | Ministério da Educação         | 6 de julho de 1954     | 24 de agosto de 1954   | Getúlio Vargas                  |
| 11 | 24 de agosto de 1954 | Edgard Santos, o Reitor Magnífico       | Ministério da Educação         | 2 de setembro de 1954  | Café Filho             |                                 |
| 12 |                      | Cândido Mota Filho                      | Ministério da Educação         | 2 de setembro de 1954  | Café Filho             | 17 de novembro de 1955          |
| 13 |                      | Abgar Renault                           | Ministério da Educação         | 24 de novembro de 1955 | 31 de janeiro de 1956  | Nereu Ramos                     |
| 14 |                      | Clóvis Salgado da Gama                  | Ministério da Educação         | 31 de janeiro de 1956  | 30 de abril de 1956    | Juscelino Kubitschek            |
| —  |                      | Celso Brant (interino)                  | Ministério da Educação         | 30 de abril de 1956    | 2 de outubro de 1956   | Juscelino Kubitschek            |
| —  |                      | Nereu Ramos (interino)                  | Ministério da Educação         | 3 de outubro de 1956   | 4 de novembro de 1956  | Juscelino Kubitschek            |
| —  |                      | Clóvis Salgado da Gama                  | Ministério da Educação         | 4 de novembro de 1956  | 18 de junho de 1959    | Juscelino Kubitschek            |
| 15 |                      | Pedro Calmon                            | Ministério da Educação         | 18 de junho de 1959    | 16 de junho de 1960    | Juscelino Kubitschek            |
| —  |                      | José Pedro Ferreira da Costa (interino) | Ministério da Educação         | 17 de junho de 1960    | 24 de junho de 1960    | Juscelino Kubitschek            |
| 16 |                      | Pedro Paulo Penido                      | Ministério da Educação         | 1 de julho de 1960     | 17 de outubro de 1960  | Juscelino Kubitschek            |
| —  |                      | Clóvis Salgado da Gama                  | Ministério da Educação         | 18 de outubro de 1960  | 31 de janeiro de 1961  | Juscelino Kubitschek            |
| 17 |                      | Brígido Fernandes Tinoco                | Ministério da Educação         | 31 de janeiro de 1961  | 25 de agosto de 1961   | Jânio Quadros                   |
| 18 |                      | Antônio Ferreira de Oliveira Brito      | Ministério da Educação         | 8 de setembro de 1961  | 11 de julho de 1962    | João Goulart (parlamentarismo)  |
| 19 |                      | Roberto Lira                            | Ministério da Educação         | 12 de julho de 1962    | 14 de setembro de 1962 | João Goulart (parlamentarismo)  |
| 20 |                      | Darcy Ribeiro                           | Ministério da Educação         | 18 de setembro de 1962 | 23 de janeiro de 1963  | João Goulart (parlamentarismo)  |
| 21 |                      | Teotônio Monteiro de Barros             | Ministério da Educação         | 23 de janeiro de 1963  | 18 de junho de 1963    | João Goulart (presidencialismo) |
| 22 |                      | Paulo de Tarso Santos                   | Ministério da Educação         | 18 de junho de 1963    | 21 de outubro de 1963  | João Goulart (presidencialismo) |
| —  |                      | Júlio Furquim Sambaqui (interino)       | Ministério da Educação         | 21 de outubro de 1963  | 6 de abril de 1964     | João Goulart (presidencialismo) |

## Ditadura militar(5.ª República)
| Nº | Foto                  | Nome                                             | Órgão                            | Início                 | Fim                    | Presidente               |
| -- | --------------------- | ------------------------------------------------ | -------------------------------- | ---------------------- | ---------------------- | ------------------------ |
| 23 |                       | Luís Antônio da Gama e Silva                     | Ministério da Educação           | 6 de abril de 1964     | 15 de abril de 1964    | Ranieri Mazzilli         |
| 24 |                       | Flávio Suplicy de Lacerda                        | Ministério da Educação           | 15 de abril de 1964    | 8 de março de 1965     | Humberto Castelo Branco  |
| 24 | 22 de abril de 1965   | Flávio Suplicy de Lacerda                        | Ministério da Educação           | 10 de janeiro de 1966  |                        | Humberto Castelo Branco  |
| 25 |                       | Pedro Aleixo                                     | Ministério da Educação           | 10 de janeiro de 1966  | 30 de junho de 1966    | Humberto Castelo Branco  |
| 26 |                       | Raymundo Augusto de Castro Moniz de Aragão       | Ministério da Educação           | 30 de junho de 1966    | 4 de outubro de 1966   | Humberto Castelo Branco  |
| —  |                       | Guilherme Augusto Canedo de Magalhães (interino) | Ministério da Educação           | 4 de outubro de 1966   | 17 de outubro de 1966  | Humberto Castelo Branco  |
| —  | 21 de outubro de 1966 | Guilherme Augusto Canedo de Magalhães (interino) | Ministério da Educação           | 10 de novembro de 1966 |                        | Humberto Castelo Branco  |
| 27 |                       | Tarso Dutra                                      | Ministério da Educação e Cultura | 15 de março de 1967    | 5 de dezembro de 1967  | Costa e Silva            |
| —  |                       | Favorino Bastos Mércio (interino)                | Ministério da Educação e Cultura | 13 de dezembro de 1967 | 31 de agosto de 1969   | Costa e Silva            |
| —  | 31 de agosto de 1969  | Favorino Bastos Mércio (interino)                | Ministério da Educação e Cultura | 3 de novembro de 1969  | Junta militar de 1969  |                          |
| 28 |                       | Jarbas Passarinho                                | Ministério da Educação e Cultura | 3 de novembro de 1969  | 15 de março de 1974    | Emílio Garrastazu Médici |
| 29 |                       | Ney Braga                                        | Ministério da Educação e Cultura | 15 de março de 1974    | 30 de maio de 1978     | Ernesto Geisel           |
| 30 |                       | Euro Brandão                                     | Ministério da Educação e Cultura | 30 de maio de 1978     | 14 de março de 1979    | Ernesto Geisel           |
| 31 |                       | Eduardo Portella                                 | Ministério da Educação e Cultura | 15 de março de 1979    | 26 de novembro de 1980 | João Figueiredo          |
| 32 |                       | Rubem Carlos Ludwig                              | Ministério da Educação e Cultura | 27 de novembro de 1980 | 24 de agosto de 1982   | João Figueiredo          |
| 33 |                       | Esther de Figueiredo Ferraz                      | Ministério da Educação e Cultura | 24 de agosto de 1982   | 15 de março de 1985    | João Figueiredo          |

## Nova República(6.ª República)
| Nº | Foto                  | Nome                                | Órgão                  | Início                  | Fim                     | Presidente                |
| -- | --------------------- | ----------------------------------- | ---------------------- | ----------------------- | ----------------------- | ------------------------- |
| 34 |                       | Marco Maciel                        | Ministério da Educação | 15 de março de 1985     | 14 de fevereiro de 1986 | José Sarney               |
| 35 |                       | Jorge Bornhausen                    | Ministério da Educação | 14 de fevereiro de 1986 | 5 de outubro de 1987    | José Sarney               |
| —  |                       | Aloísio Guimarães Sotero (interino) | Ministério da Educação | 6 de outubro de 1987    | 30 de outubro de 1987   | José Sarney               |
| 36 |                       | Hugo Napoleão do Rego Neto          | Ministério da Educação | 3 de novembro de 1987   | 16 de janeiro de 1989   | José Sarney               |
| 37 |                       | Carlos Corrêa de Menezes Sant'anna  | Ministério da Educação | 16 de janeiro de 1989   | 15 de março de 1990     | José Sarney               |
| 38 |                       | Carlos Chiarelli                    | Ministério da Educação | 15 de março de 1990     | 21 de agosto de 1991    | Fernando Collor           |
| 39 |                       | José Goldemberg                     | Ministério da Educação | 22 de agosto de 1991    | 4 de agosto de 1992     | Fernando Collor           |
| 40 |                       | Eraldo Tinoco                       | Ministério da Educação | 4 de agosto de 1992     | 1º de outubro de 1992   | Fernando Collor           |
| 41 |                       | Murílio de Avellar Hingel           | Ministério da Educação | 1º de outubro de 1992   | 1º de janeiro de 1995   | Itamar Franco             |
| 42 |                       | Paulo Renato Souza                  | Ministério da Educação | 1º de janeiro de 1995   | 1º de janeiro de 2003   | Fernando Henrique Cardoso |
| 43 |                       | Cristovam Buarque                   | Ministério da Educação | 1º de janeiro de 2003   | 27 de janeiro de 2004   | Luiz Inácio Lula da Silva |
| 44 |                       | Tarso Genro                         | Ministério da Educação | 27 de janeiro de 2004   | 29 de julho de 2005     | Luiz Inácio Lula da Silva |
| 45 |                       | Fernando Haddad                     | Ministério da Educação | 29 de julho de 2005     | 1º de janeiro de 2011   | Luiz Inácio Lula da Silva |
| 45 | 1º de janeiro de 2011 | Fernando Haddad                     | Ministério da Educação | 23 de janeiro de 2012   | Dilma Rousseff          |                           |
| 46 |                       | Aloizio Mercadante                  | Ministério da Educação | 24 de janeiro de 2012   | Dilma Rousseff          | 2 de fevereiro de 2014    |
| 47 |                       | José Henrique Paim                  | Ministério da Educação | 3 de fevereiro de 2014  | Dilma Rousseff          | 1º de janeiro de 2015     |
| 48 |                       | Cid Gomes                           | Ministério da Educação | 1º de janeiro de 2015   | Dilma Rousseff          | 18 de março de 2015       |
| —  |                       | Luiz Cláudio Costa (interino)       | Ministério da Educação | 18 de março de 2015     | Dilma Rousseff          | 6 de abril de 2015        |
| 49 |                       | Renato Janine Ribeiro               | Ministério da Educação | 6 de abril de 2015      | Dilma Rousseff          | 1º de outubro de 2015     |
| 50 |                       | Aloizio Mercadante                  | Ministério da Educação | 2 de outubro de 2015    | Dilma Rousseff          | 12 de maio de 2016        |
| 51 |                       | Mendonça Filho                      | Ministério da Educação | 12 de maio de 2016      | 6 de abril de 2018      | Michel Temer              |
| 52 |                       | Rossieli Soares                     | Ministério da Educação | 6 de abril de 2018      | 1º de janeiro de 2019   | Michel Temer              |
| 53 |                       | Ricardo Vélez Rodríguez             | Ministério da Educação | 1º de janeiro de 2019   | 8 de abril de 2019      | Jair Bolsonaro            |
| 54 |                       | Abraham Weintraub                   | Ministério da Educação | 9 de abril de 2019      | 19 de junho de 2020     | Jair Bolsonaro            |
| —  | vago                  | vago                                | Ministério da Educação | 20 de junho de 2020     | 16 de julho de 2020     | Jair Bolsonaro            |
| 55 |                       | Milton Ribeiro                      | Ministério da Educação | 16 de julho de 2020     | 28 de março de 2022     | Jair Bolsonaro            |
| 56 |                       | Victor Godoy Veiga                  | Ministério da Educação | 29 de março de 2022     | 1º de janeiro de 2023   | Jair Bolsonaro            |
| 57 |                       | Camilo Santana                      | Ministério da Educação | 1º de janeiro de 2023   | —                       | Luiz Inácio Lula da Silva |